# 塞维利亚老城区

老城区（红色）在塞维利亚（黄色）的位置

塞维利亚老城区（西班牙语：Casco Antiguo）是西班牙安达卢西亚首府塞维利亚的市中心区，位于瓜达尔基维尔河东岸。其北侧毗邻马卡雷纳区，东侧毗邻内尔维昂（Nervión）和圣保罗-圣胡斯塔（San Pablo-Santa Justa），南侧毗邻南区（Distrito Sur）。从老城区跨越瓜达尔基维尔河的对岸是洛斯雷梅多斯（Los Remedios）、特里亚纳和拉卡图贾（La Cartuja）。

## 建筑

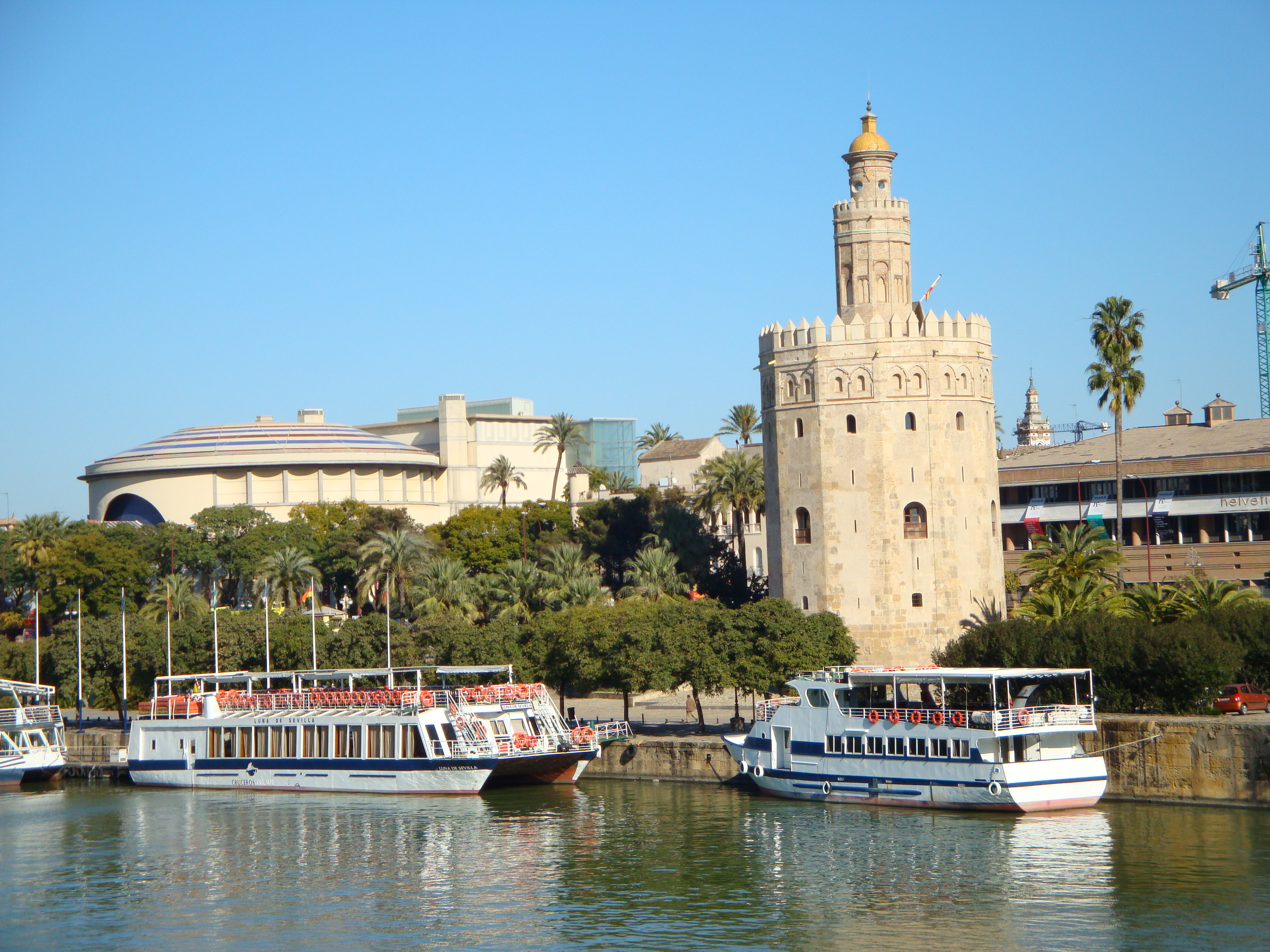
黄金塔和马埃斯特兰萨剧院

塞维利亚老城区拥有三项世界遗产：塞维利亚主教座堂、塞维利亚王宫和西印度群岛综合档案馆。塞维利亚主教座堂是欧洲最大的哥特式建筑，建于1403年，所在地原是一座清真寺，穆瓦希德王朝的叫拜楼--吉拉达，被保留作为钟楼。这里有哥伦布墓。塞维利亚王宫由摩尔人建于712年，1248年改为基督教皇家居所。西印度群岛综合档案馆原本用作美洲珍宝的贸易交易所，由国王腓力二世下令建造，由胡安·德·埃雷拉设计。它从来没有用于设计的用途，1784年，国王卡洛斯三世决定保存与征服美洲有关的所有文件。
老城区的其他建筑包括黄金塔（Torre del Oro）、塞维利亚市政厅（Casa consistorial de Sevilla）、圣特尔莫宫、都市阳伞。塞维利亚大学 它主要总部设在老城区南部的原皇家烟草厂，是小说和歌剧《卡门》设定的地点。塞维利亚斗牛广场位于埃尔阿雷纳尔（El Arenal）。

## 社区

地图

塞维利亚老城区包括12个社区。其中滨河的埃尔阿雷纳尔（El Arenal）是塞维利亚的港口，直到17世纪瓜达尔基维尔河淤积， 而圣十字区（Santa Cruz）社区曾是犹太区，直到西班牙宗教裁判所。